# Penaga
Penaga is een bestuurslaag in het regentschap Bintan van de provincie Riau-archipel, Indonesië. Penaga telt 1547 inwoners (volkstelling 2010).